# Bataille de Rapallo
Première guerre d'Italie
La bataille de Rapallo oppose des mercenaires suisses à la solde du Royaume de France et leurs alliés génois et milanais dirigés par Louis d'Orléans, futur Louis XII, contre les forces napolitaines sous les ordres de Giulio Orsini le 5 septembre 1494 près de Rapallo. 

## Déroulement
Rapallo est occupée par 4 000 soldats napolitains le 3 septembre 1494avec Giulio Orsini, Obietto Fieschi et Fregosino Campofregoso aux commandes, leur plan étant de forcer une rébellion à Gênes. Plus tard, la flotte napolitaine est chassée par le mauvais temps. Le 5 septembre, Louis d'Orléans débarque avec mille fantassins mercenaires suisses qui sont ensuite renforcés par voie terrestre par 2 000 mercenaires suisses supplémentaires et un contingent d'infanterie génoise-milanaise.
Une escarmouche éclate entre les mercenaires suisses et les forces napolitaines, bien que le terrain ne permette aux Suisses de former leurs carrés de brochets. Cependant, la bataille se déroule principalement entre l'infanterie génoise-milanaise et napolitaine. À la suite des tirs d'artillerie concentrés de la flotte française, les Napolitains sont mis en déroute. Les Suisses massacrent les Napolitains qui tentaient de se rendre, bien qu'Orsini et Fregosino Campofregoso soient capturés lors de la retraite. 
Après la bataille, les mercenaires suisses tuent les blessés et saccagent la ville de Rapallo. Bien qu'il s'agisse d'une petite bataille, elle est considérée comme une victoire importante qui a stoppé les tentatives napolitaines d'inciter à une rébellion à Gênes contre les Français.